# Fustiñana
Fustiñana és un municipi de Navarra, a la comarca de Tudela, dins la merindad de Tudela. Limita al sud amb Buñuel, a l'est amb Cabanillas i Ribaforada i al nord amb les Bardenas Reales.

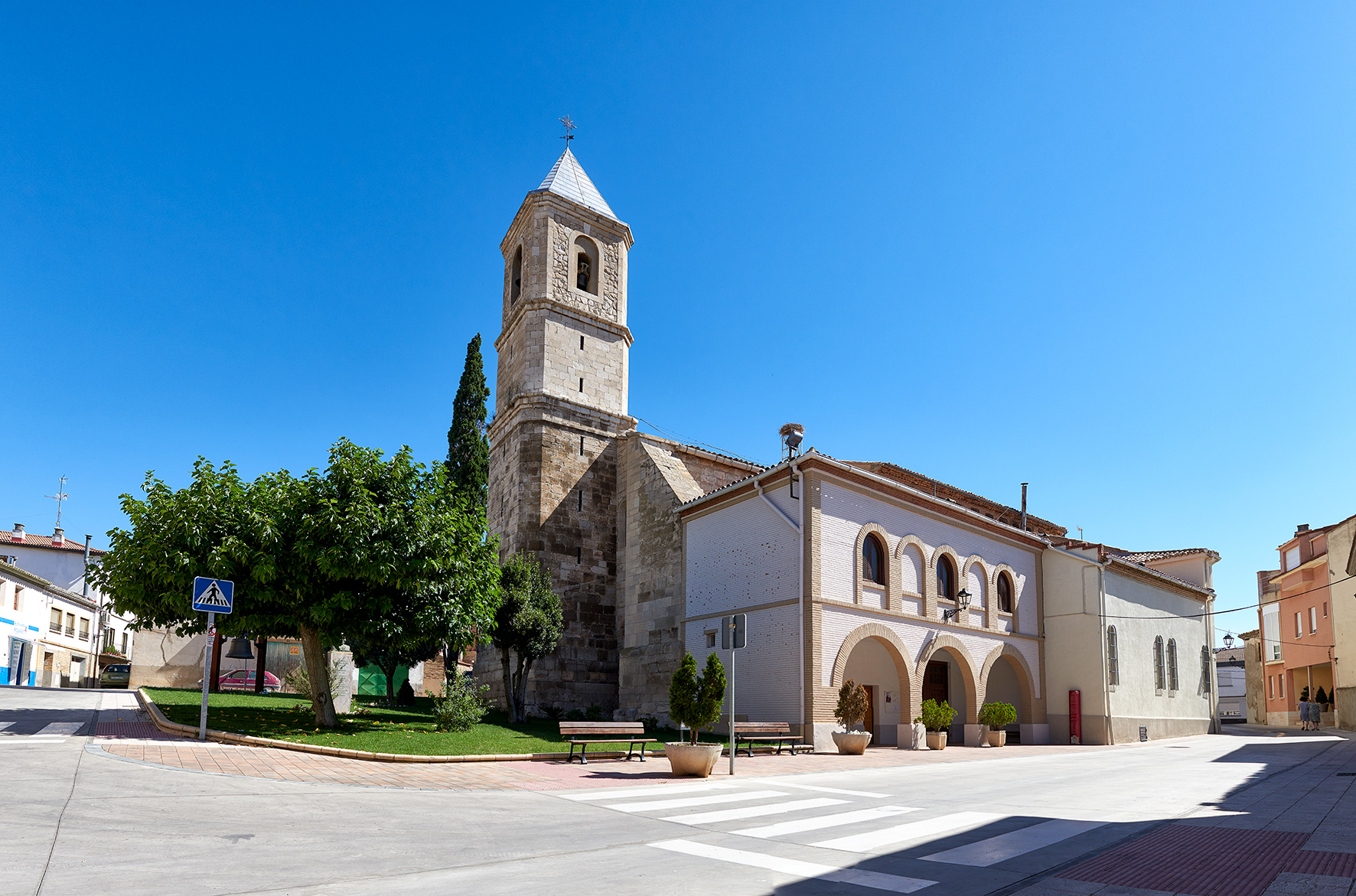
Església de la Asunción

## Demografia
| Evolució demogràfica                                 | Evolució demogràfica | Evolució demogràfica | Evolució demogràfica | Evolució demogràfica | Evolució demogràfica | Evolució demogràfica | Evolució demogràfica | Evolució demogràfica | Evolució demogràfica | Evolució demogràfica |
| 1996                                                 | 1998                 | 1999                 | 2000                 | 2001                 | 2002                 | 2003                 | 2004                 | 2005                 | 2006                 | 2007                 |
| ---------------------------------------------------- | -------------------- | -------------------- | -------------------- | -------------------- | -------------------- | -------------------- | -------------------- | -------------------- | -------------------- | -------------------- |
| 2 295                                                | 2 311                | 2 290                | 2 304                | 2 414                | 2 438                | 2 427                | 2 495                | 2 506                | 2 546                | 2 560                |
| Fonts: Fustiñana i Institut d'Estadística de Navarra |                      |                      |                      |                      |                      |                      |                      |                      |                      |                      |

## Història
El seu nom suggereix un hipotètic origen romà, villa Faustiniana. Existia com nucli de població quan Alfons I d'Aragó conquistà la Comarca de Tudela en 1119, un any més tard que la presa de Saragossa en 1118.